# Cerastes
Cerastes är ett släkte av ormar som ingår i familjen huggormar.
Arterna är med en längd av upp till 60 cm ganska korta men kraftiga. De förekommer i norra Afrika och i Mellanöstern i sandiga och klippiga öknar. Släktets medlemmar jagar ödlor och mindre däggdjur. Det giftiga bettet medför sällan människans död. Honor lägger ägg. Exemplaren har en brun till gulbrun grundfärg. De är aktiva under skymningen och under nattens tidiga timmar. Arterna Cerastes boehmei och Cerastes cerastes har utskott i fjällen ovanför ögonen som liknar horn. IUCN listar inte Cerastes boehmei och alla andra arter som livskraftiga (LC).
Arter enligt Catalogue of Life och The Reptile Database:
- Cerastes cerastes
- Cerastes boehmei
- Cerastes gasperettii
- Cerastes vipera